# Trio Con Brio
Trio Con Brio – zespół muzyczny założony w 1970 wykonujący muzykę poważną i rozrywkową na harmonijkach ustnych.
Nazwa pochodzi od pojęcia muzycznego „con brio” oznaczającego „z życiem”. W ciągu swojego istnienia trzykrotnie zmieniał się skład osobowy Tria. Jednak rodzaj muzyki i polska szkoła gry na tych instrumentach nie zmieniały swojego charakteru. Trio Con Brio występowało wielokrotnie przed kamerami telewizji polskiej, niemieckiej i szwedzkiej. Swój program prezentowało publiczności: Austrii, Czech, Słowacji, Francji, Holandii, Mongolii, Niemiec, Szwajcarii, Szwecji, USA, i Węgier. Zespół koncertował również z polskimi orkiestrami symfonicznymi. Aranżacje dla tria i orkiestry symfonicznej opracował Zygmunt Zgraja. W roku 2000 przedstawił swój program artystyczny na Światowej Wystawie EXPO w Hanowerze. Za wielki zaszczyt Trio uważa również swój dwukrotny udział w koncertach galowych na Światowym Festiwalu Harmonijki Ustnej w Trossingen (Niemcy).

## Skład
- Zygmunt Zgraja – harmonijki melodyjne (chromatyczne i diatoniczne),
- Janusz Zając – harmonijki basowe,
- Robert Kier – harmonijki akordowe i akordeon.

## Nagrody i wyróżnienia
- 1977 – II miejsce, Międzynarodowy Festiwal Gry na Harmonijkach Ustnych – Rotterdam (Holandia)
- 1986 – I miejsce, Międzynarodowy Konkurs Muzyczny Zespołów Akordeonowych i Harmonijek Ustnych – Innsbruck (Austria)
- 1988 – II miejsce, Międzynarodowy Festiwal Gry na Harmonijkach Ustnych – Helmond (Holandia)
- 1989 – I miejsce, Międzynarodowy Konkurs Muzyczny Zespołów Akordeonowych i Harmonijek Ustnych – Innsbruck (Austria)
- 1991 – I miejsce, Międzynarodowy Konkurs Gry na Harmonijkach Ustnych – Detroit (USA)